# Lomas de Ventanilla
Las Lomas de Ventanilla, también denominado Ecosistema Frágil Loma Chillón es un ecosistema de loma ubicada en las Regiones Callao y Lima que cuenta con una extensión de 122.8 ha.
En la actualidad, este ecosistema se encuentra amenazado por la explotación minera.

## Descripción
Este ecosistema cuenta con 12 especies de flora, 12 de avifauna y 01 de herpetofauna de acuerdo a la Ficha Técnica de Campo Ecosistema Frágil Loma Chillón. Entre las especies endémicas podemos encontrar: Nolana humifusa (nolana), Microlophus tigris (lagartija tigre) y Nicotiana paniculata (tabaco).
Este ecosistema representa un importante aporte a la calidad ambiental de la Región Callao, considerando que el 76% de su población se encuentra expuesta a diversas sustancias químicas tóxicas; según informes del MINSA y de la Defensoría del Pueblo.

## Estado de conservación
El 28 de enero del 2020, el Gobierno Regional del Callao aprueba la  mediante la Modificación del Estudio de Impacto Ambiental de la Concesión Minera BIRRAK a Birrak Constructores S.A.C. mediante Resolución General Regional N° 003-2020- Gobierno Regional del Callao-GRRNGMA en gran parte del territorio de las Lomas de Ventanilla.
El 5 de agosto del 2021 la Organización Juvenil Ecosistemas Verdes realizó una petición a través de la plataforma Change.org, solicitando al Gobierno Regional del Callao la protección de este ecosistema. Esta petición alcanzó un total de 4560 firmas.
En agosto del 2022 y junio del 2023 el Organismo de Evaluación y Fiscalización Ambiental viene solicitando información al Gobierno Regional del Callao y al Servicio Nacional Forestal y de Fauna Silvestre en marco de sus funciones de fiscalización ambiental en torno a este ecosistema. A la fecha, 31 de agosto del 2023, no ha recibido respuesta.

## Normas ambientales relacionadas con su protección
- Protocolo de Actuación Interinstitucional para Gestionar y Proteger los Ecosistemas Incluidos en la Lista Sectorial de Ecosistemas Frágiles. Publicada mediante Decreto Supremo N° 007-2020-MINAGRI el 14 de agosto del 2020.

## Estatus legal
Este ecosistema frágil es incorporado a la Lista Sectorial de Ecosistemas Frágiles mediante R.D.E. N° 153-2018-MINAGRI-SERFOR-DE publicada en el diario El Peruano el 18 de julio del 2018.